# Radhanites
Vous lisez un « article de qualité » labellisé en 2006.
Les Radhanites ou Radanites (hébreu : רדהני / Radhani (singulier) ou רדהנים / Radhanim (pluriel) ; arabe : الرذنية / Ar-Raḏaniyya) sont des marchands juifs du haut Moyen Âge. Ils semblent jouer un rôle important dans les échanges commerciaux de produits de luxe entre les mondes chrétien et musulman principalement au IXe siècle. Les routes commerciales ouvertes sous l'Empire romain restent utilisées durant cette période en grande partie grâce à leurs efforts. Leurs itinéraires couvrent une grande partie de l'Europe, de l'Afrique du Nord, du Moyen-Orient, de l'Asie centrale et s'étendent jusqu'à l'Inde et la Chine. On ne sait toutefois pas si le terme, utilisé uniquement par une seule source directe, se réfère à une corporation spécifique, à une caste, ou s'il s'agit d'un terme générique désignant les marchands juifs qui pratiquent le commerce trans-eurasien.

## Sources

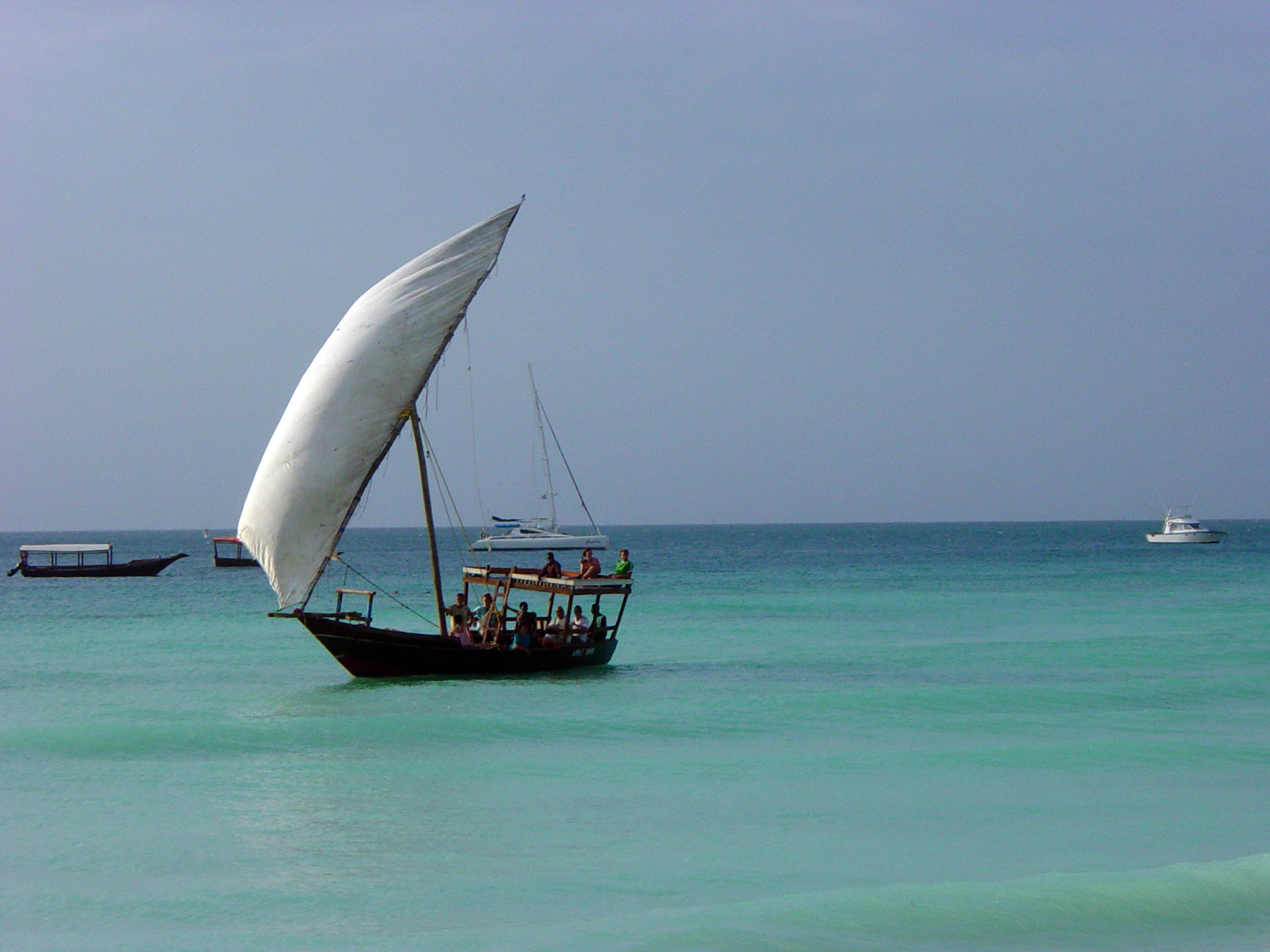
La plus grande partie du commerce des Radhanites à travers l'océan Indien aurait été mené grâce à des bateaux côtiers tels que ce boutre.

Une seule source directe mentionne les Radhanites. Leur existence et leurs activités nous sont uniquement connues grâce au texte de Abū l-Qasim Ubaid Allah ibn Khordadbeh, le Kitāb al-Masālik w’al- Mamālik (Livre des Routes et des Royaumes), rédigé entre 846 et 886 (le passage sur les Radhanites datant de la première édition de 846). L'emploi qu'il occupera comme directeur des postes et de la police de la province de Jibâl sous le calife abbasside al-Mutammid (qui règne de 870 à 885), semble suggérer qu'il avait toutes les qualités requises pour rapporter des informations relatives au commerce des Radhanites, mais il est impossible de savoir s'il avait une connaissance directe ou indirecte des éléments qu'il rapporte.
L'article consacré aux Radhanites dans l'Encyclopédie de l'Islam parle, à propos de l'abondante littérature qui leur est consacrée, de « spéculations » et indique en préambule que les Radhanites sont le « nom sous lequel est connu un groupe de négociants juifs dont l’origine, l’identité et les activités n’ont cessé de donner lieu à des interrogations, des réflexions, des commentaires et des jugements contradictoires qui n’ont jamais été définitivement convaincants [...] Le texte [de ibn Khordadbeh] a été copié et résumé mais jamais authentiquement corroboré par des auteurs contemporains ou ultérieurs ».
L'historiographie s'accorde sur le caractère unique de la source. Le livre Kitab al-Buldan (« Livre des Pays ») d'Ibn al-Faqih qui date du Xe siècle mentionne les Radhanites, mais il s'agit d'un résumé des écrits d'Ibn Khordadbeh. Néanmoins, l'auteur Kevin Alan Brook cite un article polonais de 1936 qui identifierait deux autres mentions des Radhanites: d'une part, le Sefer ha-Dinim (« Livre des prescriptions »), un récit hébreu des voyages de Yehuda ben Meir de Mayence, citerait Przemyśl et Kiev comme comptoirs commerciaux le long de la route rhadanite, et d'autre part, au début du XIIe siècle, un marchand juif français nommé Yitzhak Dorbelo aurait écrit qu'il avait voyagé avec des marchands radhanites jusqu'en Pologne.

## Texte du récit de Ibn Khordadbeh

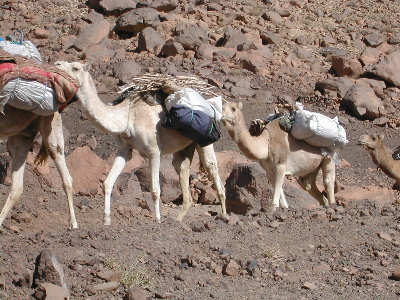
Une caravane de dromadaires en Algérie. La plus grande partie des échanges commerciaux menés par les Radhanites entre Tanger et la Mésopotamie aurait été effectuée à dos de dromadaire.

« Ces marchands parlent arabe, persan, grec [byzantin], franc, espagnol et slave. Voyagent d'ouest en est et d'est en ouest, partiellement sur terre, partiellement sur mer, ils transportent depuis l'occident des eunuques, des femmes réduites en esclavage, des garçons, des soieries, des castors, des martes et d'autres fourrures, et des épées. Ils prennent le bateau en Firanja (soit la France, bien que certains, dont Moshe Gil, maintiennent que le terme Firanja dans ce contexte se réfère non pas à la France elle-même mais à la partie de l'Italie occupée par les Francs) sur la mer Occidentale, et vont jusqu'à Farama (Pelusium). Là-bas, ils chargent leurs biens à dos de chameau et vont par terre jusqu'à al-Kolzum (Suez), une distance de vingt-cinq farsakhs (parasanges). Ils embarquent sur la mer Rouge et naviguent d'al-Kolzum à al-Jar (port de Médine) ou al-Jeddah, ensuite ils vont à Sind, en Inde, et en Chine. Sur le chemin du retour de Chine, ils emportent du musc, de l'aloès, du camphre, de la cannelle, et d'autres produits des pays orientaux vers al-Kolzum et les ramènent à Farama, où ils embarquent sur la mer Occidentale. Certains naviguent vers Constantinople pour vendre leurs produits aux Byzantins ; d'autres vont au palais du roi des Francs pour y vendre leurs biens. Parfois, ces marchands juifs, quand ils embarquent depuis le pays des Francs, sur la mer Occidentale, se dirigent vers Antioche (à l'embouchure de l'Oronte) ; de là par terre jusqu'à al-Jabia (al-Hanaya, au bord de l'Euphrate). Là-bas, ils embarquent sur l'Euphrate et atteignent Bagdad, d'où ils descendent le Tigre vers al-Obolla. À partir d'al-Obolla, ils naviguent vers Oman, Sind, Hind et la Chine… Ces différents voyages peuvent aussi être faits par voie de terre. Les marchands qui partent d'Espagne ou de France vont à Sus al-Aksa (au Maroc) et ensuite à Tanger, d'où ils marchent vers Kairouan et la capitale d'Égypte. De là, ils vont à ar-Ramla, visitent Damas, al-Kufa, Bagdad et al-Basra, traversent Ahvaz, le Fars, Kerman, Sind, Hind, et arrivent en Chine. Parfois, aussi, ils prennent la route depuis Rome et, traversant le pays des Slaves, arrivent à Khamlidj, la capitale des Khazars. Ils embarquent sur la mer Jorjan (mer Caspienne), arrivent à Balkhj, traversent l'Oxus, et continuent leur voyage vers Yurt, Toghuzghuz, le pays des Ouïghours et de là vers la Chine. »

## Origine des Radhanites
Plusieurs étymologies ont été suggérées pour le mot Radhanite et pour l'origine de ces marchands juifs. La première, plus ancienne, considère que les Radhanites sont des descendants de Juifs installés en France durant l'Antiquité (des « Rhodanici », Rhodaniens, vallée du Rhône),, tandis que les défenseurs de la seconde pensent que le centre de leur activité se situe en Orient (Irak ou Perse).
Le Glossaire d'Endlicher ou de Vienne – De nominibus Gallicis, 9-11 – indique : « roth uilentum, (nam rho nimium) dan et in Gallico et in Hebraeo iudicem : ideo Hrodanus iudex uiolentus » ; « roth violent, dan désigne le juge en gaulois et en hébreu ; ainsi Hrodanus signifie juge violent ». Au haut Moyen Âge, les marchands juifs qui parcourent le Rhône, fleuve violent et impétueux de la vallée rhodanienne, et qui animent le commerce international sont désignés sous le nom de Radhanites.

### Les Radhanites, descendants des Juifs d’Occident?

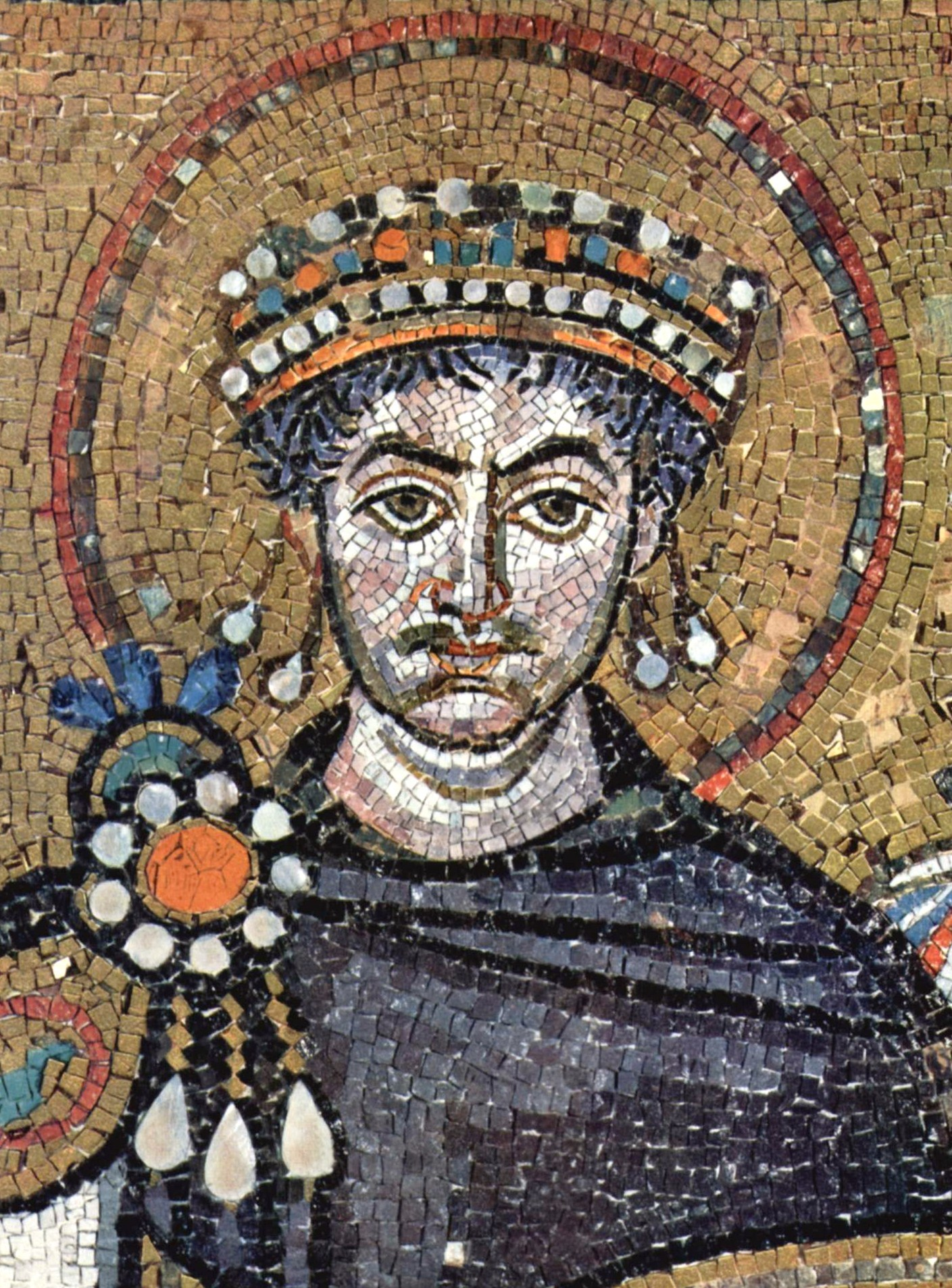
Justinien réduit les droits des Juifs dans l'Empire romain d'Orient

Le peuplement juif de l'Europe occidentale est probablement le fait de marchands qui auraient suivi les légions romaines. Ils établissent des comptoirs dans les principaux centres commerciaux de l'Empire : ports, carrefours routiers, villes fluviales et marchés. À propos de la présence de colonies juives dans tout l'Empire, en Occident et en Orient, le géographe grec Strabon écrit : « Il n'est pas aisé de trouver un endroit sur la terre qui n'ait reçu ce peuple. » Les Juifs bénéficient de nombreux privilèges attribués par César, Auguste et Tibère en raison de la richesse créée par leur activité commerciale. En 212, ils deviennent citoyens romains comme tous les hommes libres de l'Empire.
Ils s'installent durablement en France à partir du IVe siècle, d'abord dans la vallée rhodanienne (Rhodanite/Radhanite) du Rhône (Vienne, Lyon, Arles...) et de la Saône (Trévoux...), puis à partir de là, dans le reste du pays. Ils créent également des comptoirs en Allemagne (Cologne, Mayence…) et en Espagne (Tarragone, Grenade, Cordoue…). Dans le même temps, le christianisme se répand peu à peu dans l'Empire et devient finalement autorisé. Étant devenu la religion officielle de l'Empire au IVe siècle, la situation des Juifs se détériore, d'autant plus que leur prospérité relative suscite l'envie. Les empereurs Théodose, Constance et Justinien réduisent tour à tour leurs droits. Cependant, avec la désagrégation de l'Empire romain et la diminution du pouvoir de l'Église qui en résulte, leur sort s'améliore provisoirement.
La conversion au christianisme des Wisigoths et des Francs rend leur situation difficile : une succession de conciles diminue leurs droits jusqu'à ce que Dagobert  Ier les force à se convertir ou à quitter la France en 633. Avec la détérioration du pouvoir royal, les commerçants juifs reviennent en France et s'installent principalement à Metz, Verdun et Narbonne. Les Radhanites seraient les descendants de ces Juifs installés très tôt en France. Cecil Roth et Claude Cahen, parmi d'autres, situent leur foyer dans la vallée du Rhône, dont le nom latin est Rhodanus. Selon ces spécialistes, le centre de l'activité radhanite est probablement à situer en France car toutes leurs routes commerciales y commencent.

### Une origine orientale?
Nombre d'experts, parmi lesquels Charles Barbier de Meynard et Moshe Gil, pensent que le terme Radhanite se réfère à un district de Mésopotamie appelé le pays de Radhan (une région à l'est du Tigre, proche de Bagdad) dans les textes arabes et hébreux de l'époque.
Selon Sol Scharfstein, les Radhanites sont originaires de Babylone en Mésopotamie. En envoyant leurs fils étudier à la yeshiva, les Radhanites tissent des liens avec les personnages influents de la région. Par la suite, ces contacts leur sont utiles pour financer leur commerce.
Certains experts affirment que leur centre est la ville de Ravy (Rhagès) dans le nord de la Perse. Enfin, d'autres pensent que le nom vient du persan rah (« chemin », « voie ») et dān (« celui qui sait »), ce qui ferait « celui qui connaît les chemins ». Les langues occidentales dont le français ont ajouté le suffixe « -ite » au terme, comme c'est le cas généralement pour les ethnonymes et les mots issus de toponymes.

## Activité commerciale des Radhanites
Alors que la plus grande partie du commerce entre l'Europe et l'Extrême-Orient est conduite jusque-là par des intermédiaires originaires de Perse ou d'Asie centrale, les Radhanites sont parmi les premiers à établir un réseau commercial qui s'étend de l'Europe occidentale jusqu'à l'est de l'Asie. Ils sont également les seuls à faire du commerce entre l'Europe et le Proche-Orient au Haut Moyen Âge. Fait encore plus remarquable, ils mènent ce commerce intercontinental sur une base régulière et une période de temps étendue.
Les Radhanites (les Judaei) auraient été précédés par des marchands syriens chrétiens (les Syri) qui pratiquent le commerce entre l'Occident et l'Orient sous les Mérovingiens et fournissent les Cours royales du nord de l'Europe en produits précieux. Les sources diffèrent cependant sur l'existence d'une distinction claire entre Judaei et Syri. Maurice Lombard affirme qu'ils commercent des produits différents et connaissent leur apogée à des périodes différentes. Avec la conquête du Proche-Orient par les musulmans, les Syri disparaissent.
D'autres spécialistes, tel (en)Michael Postan, contestent cette distinction: Judaeus et Syrus sont plus ou moins synonymes et désignent plutôt une activité marchande de longue distance plutôt qu'une origine ethnique.

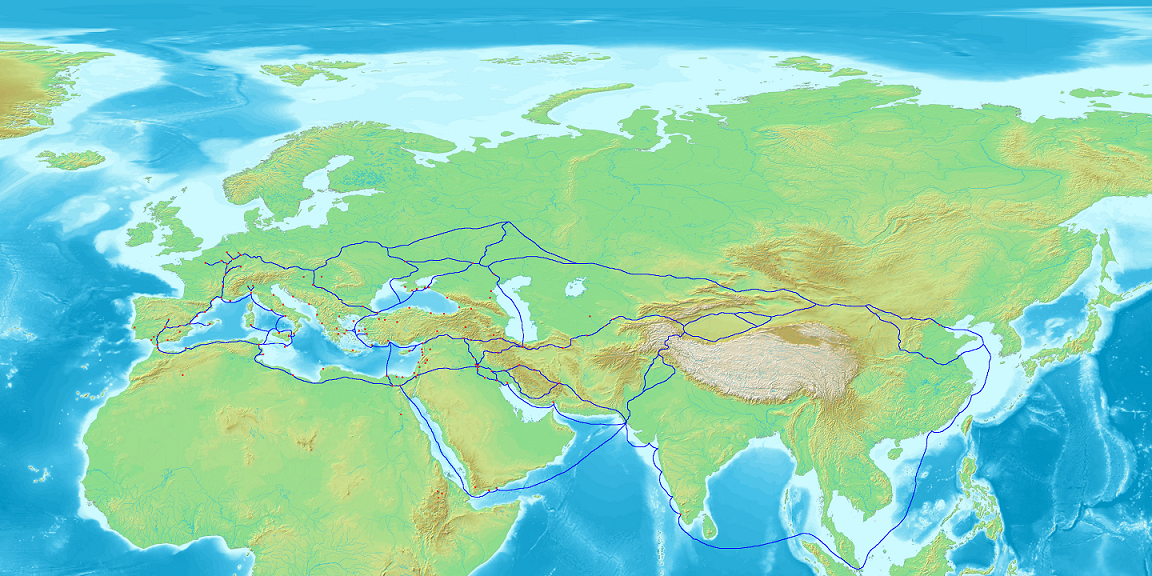
Carte du réseau commercial des Radhanites en Eurasie vers 870, décrit par ibn Khordadbeh dans le Livre des Routes et des Royaumes

Ibn Khordadbeh relate que les Radhanites sont sophistiqués et polyglottes. Quatre routes commerciales principales sont utilisées qui partent toutes de la vallée du Rhône et conduisent jusqu'en Chine :
1. Une descend la vallée du Rhône et arrive aux ports provençaux d'Arles et Marseille ; de là, les Radhanites naviguent jusqu'en Égypte, puis embarquent sur la mer Rouge pour l'Inde ;
2. Une amène les marchands par mer au nord de la Syrie : à partir d'Antioche, ils traversent l'Irak et naviguent ensuite dans le golfe Persique jusqu'au nord-ouest de l'Inde, Ceylan et l'Extrême-Orient ; il semble qu'il ait été courant d'effectuer le trajet entre l'Inde et la Chine par voie terrestre ;
3. Une passe par Prague, le royaume des Bulgares de la Volga, l'Asie centrale, le nord de l'Iran et suit l'ancienne Route de la soie jusqu'en Chine ; c'est sur cette route qu'ils bénéficient de l'aide des Khazars ;
4. La dernière passe par l'Espagne, l'Afrique du Nord, la Palestine, Damas, l'Irak, l'Iran et arrive en Inde.

Les voyages des Radhanites sont dangereux et durent souvent plusieurs années : une année environ est nécessaire pour aller de Cordoue à Bagdad. Les caravanes radhanites sont protégées par des cavaliers armés ; dans une lettre du XIe siècle trouvée dans la Guéniza du Caire, les Juifs d'Alexandrie demandent aux autorités juives du Caire d'obtenir la libération de marchands enlevés par des pirates. Le sort des communautés juives installées le long du parcours des Radhanites et qui facilitent grandement leur commerce est également précaire : la ville de Canton, principal centre radhanite en Chine, connait plusieurs émeutes durant lesquelles les marchands étrangers sont massacrés.
En Europe, l'aisance financière des Radhanites suscite la jalousie des chrétiens. Agobard, archevêque de Lyon, écrit à l'évêque de Narbonne (où bon nombre de Radhanites sont installés) en 827 afin de dénoncer la présence juive. Les voyages des Radhanites sont également rendus pénibles par les interdits alimentaires : selon des textes rabbiniques du Nord et de l’Est de la France[Lesquels ?], ils devaient s'abstenir de manger de la viande dans la mesure où ils ne peuvent se fournir en viande casher le long du trajet,

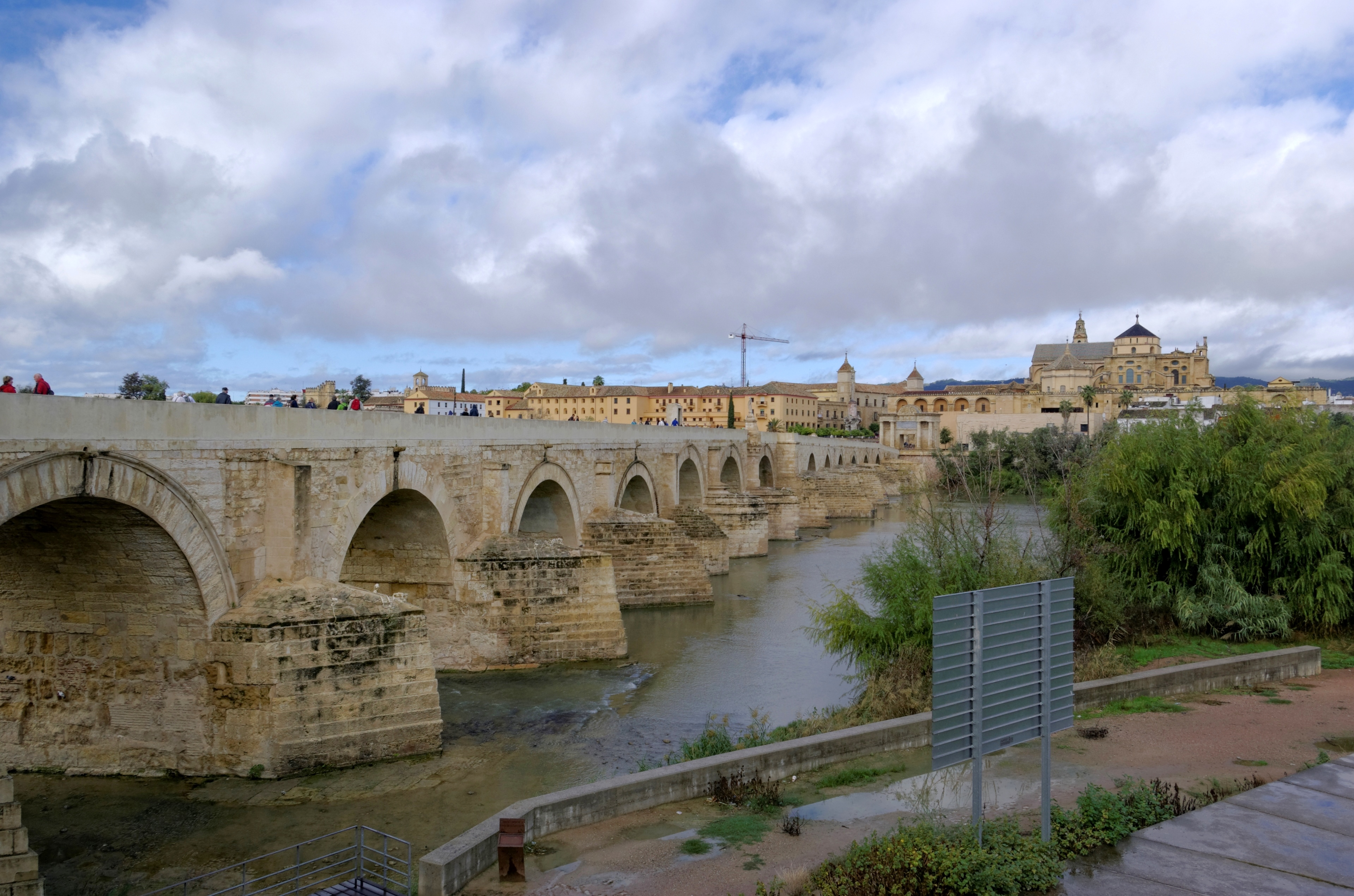
L'Espagne musulmane (ici Cordoue) est très souvent la destination finale des esclaves slaves dont les Radhanites font également le commerce.

Les Radhanites transportent principalement des biens précieux et de faible encombrement, notamment des épices (musc, aloès, camphre, cannelle, etc.), des porcelaines, des parfums, de la joaillerie et de la soie. Ils font également commerce du pétrole, de l'encens, des armes en acier, des fourrures, des eunuques et des esclaves (en particulier, les Saqāliba, Slaves au Moyen Age). Ces deux derniers « biens » constituent une part importante de leur activité.
Les Radhanites jouent un rôle essentiel dans le commerce des esclaves slaves qui connait un fort développement au Xe siècle. Verdun, par exemple, un des principaux centres commerciaux Radhanites, est un grand marché à esclaves. Cette ville est également un important lieu de castration des eunuques. À l'origine, les esclaves sont amenés dans l'Ibérie musulmane (parfois en passant par Verdun), puis, après la révolte des Zanj, en Égypte et en Syrie. Ainsi, en 961, il y a 13 750 Saqaliba masculins à Cordoue. Les Saqaliba sont tellement nombreux qu'ils fondent une dynastie dans le Sud de l'Espagne au XIe siècle.

### Chartes et privilèges
En récompense de la richesse qu'ils apportent, les marchands juifs bénéficient de divers privilèges, sous les Carolingiens en France et à travers le monde musulman. Ils fréquentent notamment la cour sous Charlemagne. Ces privilèges irritent fortement les autorités chrétiennes locales : l'Église considère alors que les activités économiques encouragent la cupidité et mènent donc à un « gain honteux » (turpe lucrum). Au XIIe siècle, les Juifs ashkénazes d'Europe du Nord pensent que le « roi Charles » avait le premier amené des Juifs d'Italie dans la vallée du Rhin.
De même, Louis le Pieux accorde en 825 aux marchands juifs Donat, Samuel, Abraham de Saragosse, David Davitis et Joseph de Lyon protection de leur vie et de leurs biens, liberté de commercer, liberté religieuse,. Les chartes octroyées s'inspirent de celles accordées par Charlemagne (mais dont on a perdu la trace). Ces chartes — accordées à la demande des marchands juifs — les placent directement sous la protection de l'empereur (ce sont des hommes de l'empereur) mais ne leur donnent pas le droit de posséder de propriété immobilière ; en effet, la très grande aisance des marchands radhanites leur aurait permis d'accaparer les terres et les bâtiments. Mais ce fait est néanmoins contesté par plusieurs auteurs, notamment Esther Benbassa : « Tous les Juifs ne partagent cependant pas cette opulence : la plupart d'entre eux sont vignerons ou agriculteurs dans les vallées du Rhône et de la Saône. »

## Rôle essentiel au Haut Moyen Âge

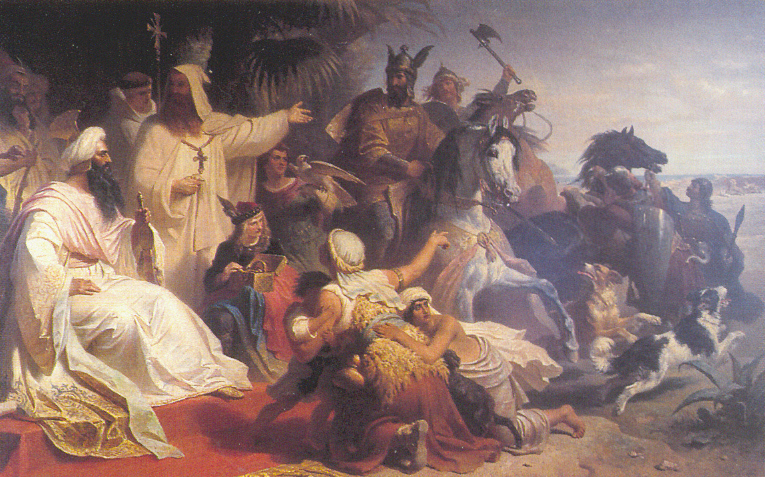
Charlemagne auprès du calife de Bagdad. Cette délégation aurait été conduite par un marchand radhanite et deux nobles.
Hârûn ar-Rachid reçoit une délégation de Charlemagne, Julius Köckert, 1864, Maximilianeum Foundation, Munich

Durant le Haut Moyen Âge, les États islamiques du Moyen-Orient et d'Afrique du Nord et les royaumes chrétiens d'Europe interdisaient souvent aux marchands de l'autre camp d'entrer dans leurs ports. Les corsaires des deux bords attaquaient à loisir les bateaux adverses. Les Radhanites servirent d'intermédiaires neutres, permettant aux grandes voies de communication et de commerce entre les territoires de l'ancien empire romain et l'Extrême-Orient de rester ouvertes.
Étant les seuls à voyager entre l'Occident et le monde musulman, les Radhanites jouèrent également un rôle politique. Ainsi, lorsque Charlemagne chercha l'appui du calife de Bagdad, Haroun al-Rachid contre les émirs omeyyades de Cordoue, il se servit d'un marchand Radhanite de Narbonne nommé Isaac. Il l'envoya avec deux nobles en ambassade auprès du calife. Les deux nobles moururent au cours du voyage et Isaac revint seul à Aix-la-Chapelle, cinq ans après, avec de nombreux cadeaux parmi lesquels un éléphant.
Les Radhanites, voyageant entre différentes parties du monde, contribuèrent à diffuser les connaissances. Ainsi, ils apportèrent de Chine plusieurs techniques aux IXe et Xe siècles : parmi elles, le collier d'épaule permit de mieux utiliser la force des chevaux et joua un rôle dans l'essor économique et culturel que connut la France aux XIe et XIIe siècles.
Les Arabes acquirent la technique chinoise du papier par des prisonniers de guerre capturés à la bataille de Talas et la perfectionnèrent. Certains experts estiment que des marchands juifs tels que les Radhanites jouèrent un rôle décisif dans l'arrivée du papier en Occident quelques siècles plus tard.
Joseph d'Espagne, peut-être un Radhanite des IXe et Xe siècles, aurait selon certaines sources introduit les chiffres arabo-indiens en Europe,. Historiquement, les communautés juives utilisaient des lettres de crédit pour transporter de grandes quantités d'argent sans prendre le risque de se faire voler sur leur trajet. Les marchands juifs du Moyen Âge développèrent et utilisèrent à grande échelle ce système : les marchands radhanites se servaient des suftata, des lettres de crédit plus simples que celles employées postérieurement. Elles permettaient aux Radhanites de faire du commerce sur de grandes distances. Elles auraient été inventées par les banquiers juifs de Bagdad, précurseurs des banques qui prirent leur essor durant le Moyen Âge tardif et le début de l'époque moderne.
Les Radhanites auraient également contribué au développement de la médecine au sein des communautés juives d'Europe occidentale : en ramenant en Europe des drogues, des produits médicamenteux et des recettes inconnus, ils permirent à certains de leurs coreligionnaires de devenir de célèbres médecins en France (Paris, Montpellier), en Espagne (Université de Salamanque) et au Portugal (Université de Coimbra).
Certains experts estiment que les Radhanites pourraient avoir joué un rôle dans la conversion des Khazars au judaïsme. De plus, ils auraient participé à l'installation de communautés juives en divers endroits le long de leurs routes commerciales : ils furent probablement impliqués dans le peuplement juif d'Europe de l'Est (Prague), d'Asie centrale, de Chine et d'Inde.

## Fin de l’époque radhanite
Les sources diffèrent sur la période d'apogée des Radhanites. Selon MacDonald, Gastmann et d'autres auteurs, elle se situe au Xe siècle et au début du XIe siècle. Cependant, Michael Postan date le déclin des Radhanites au IXe siècle[réf. souhaitée].
Les raisons expliquant le déclin progressif des Radhanites sont multiples. La chute de la dynastie Tang en Chine en 908 et la destruction du khaganat khazar soixante ans plus tard répandent le chaos au centre de l'Eurasie, dans le Caucase et en Chine.
Les routes commerciales terrestres (vers la Chine) deviennent instables et peu sûres, une situation aggravée par les invasions turques de la Perse et du Moyen-Orient. 
La route de la soie est coupée durant plusieurs siècles. 
De plus, la fragmentation du monde islamique (et dans une moindre mesure, de la chrétienté) en petits États fournit davantage d'opportunités pour les non-Juifs de pratiquer le commerce. 
Vers la fin du Xe siècle et au XIe siècle, les villes européennes prennent leur essor.
Cette période est marquée par l'émergence des cités marchandes italiennes, notamment Gênes, Venise, Pise et Amalfi qui considèrent les Radhanites comme des concurrents indésirables. 
Une classe commerçante chrétienne se développe, d'abord en Italie du Sud, puis en Italie du Nord, dans les Flandres et la vallée du Rhin.
La situation des Juifs en Occident se dégrade. 
En raison du trafic d'esclaves et de l'hostilité du clergé, les Radhanites auraient perdu les soutiens dont ils disposaient dans les cours européennes. 
L'antijudaïsme se renforce au moment de la première croisade et les Juifs sont victimes de persécutions : pogroms, expulsion des grands centres commerciaux.
Cependant, certains continuent leur activité jusque dans la deuxième partie du XIe siècle.
Ainsi, en 1084, l'évêque de Spire Rüdiger, qui souhaite faire de sa ville un centre commercial important, leur accorde une charte afin qu'ils s'y établissent. 
Cette charte à impact positif est reconduite en 1090 par l'empereur Henri IV et étendue à la ville de Worms. 
La dernière mention de la prospérité des Juifs de la vallée du Rhin date de la première croisade. 
Les marchands juifs de la fin du XIe siècle et du XIIe siècle continuent à commercer mais à bien moindre échelle (c'est-à-dire beaucoup plus localement) que leurs prédécesseurs Radhanites.

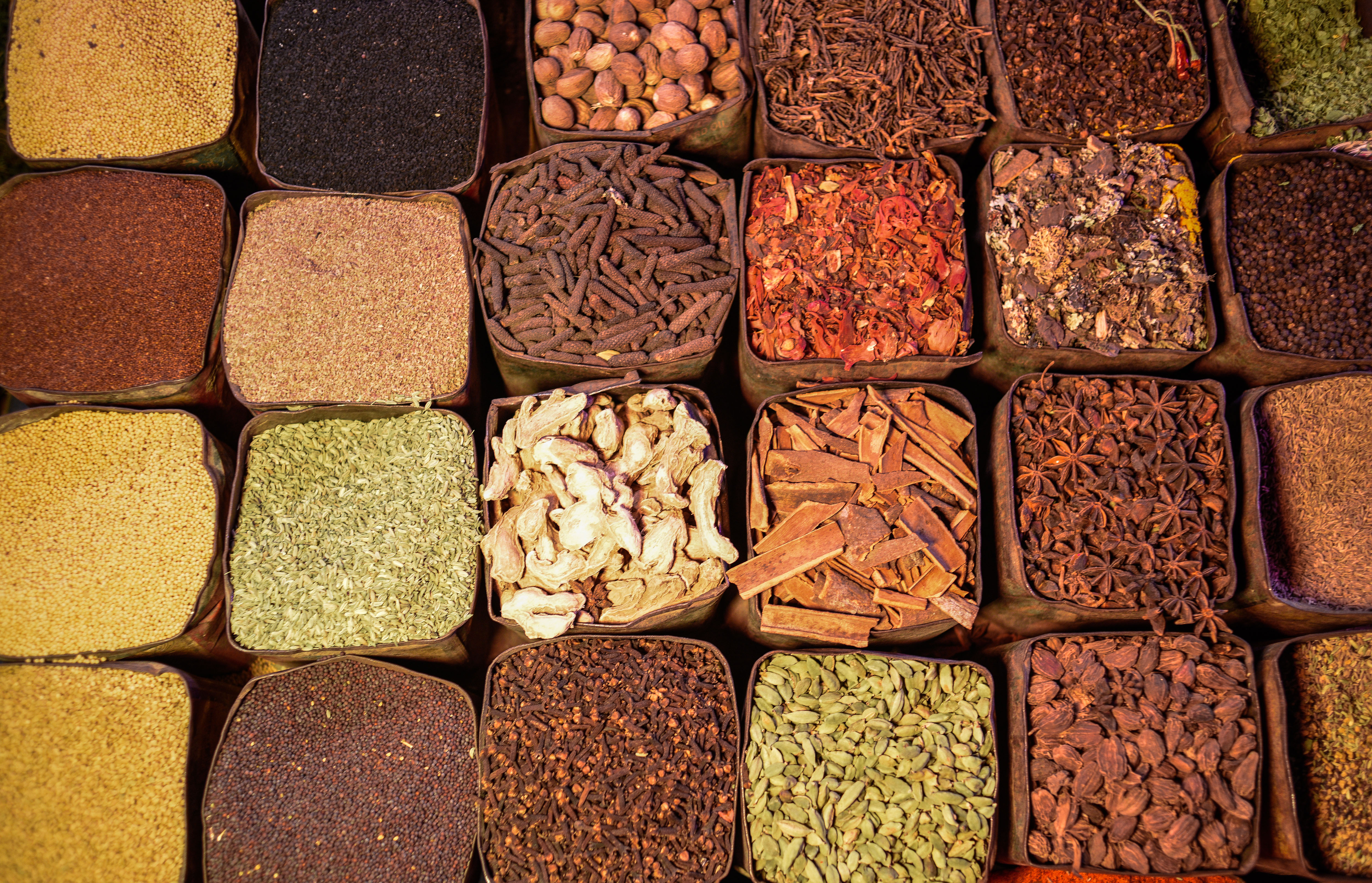
Avec la disparition des Radhanites, les épices se raréfient des tables européennes au Xe siècle.

L'économie de l'Europe est profondément modifiée par la disparition des Radhanites. Par exemple, des documents montrent que de nombreuses épices utilisées couramment au Haut Moyen-Âge ont complètement disparu des tables européennes au Xe siècle. 
Les Juifs avaient auparavant bénéficié d'un monopole dans le commerce des épices dans une grande partie de l'Europe occidentale.
Des siècles plus tard, Marco Polo et Ibn Battûta racontent, respectivement aux chrétiens et aux musulmans, le récit de leurs voyages en Orient. 
On pense qu'Ibn Battûta a accompagné les commerçants musulmans qui voyageaient en Orient sur des routes similaires à celles utilisées par les Radhanites.

## Radhanites vus par un historien soviétique, Lev Goumilev
Un historien soviétique, Lev Goumilev (1912-1992), affirma pratiquement sans aucune source que les Radhanites avaient joué un rôle majeur dans l'asservissement des Slaves. Goumilev ne leur reprocha pas tant d'avoir pratiqué le trafic d'esclaves, mais bien de l'avoir fait avec des esclaves slaves et chrétiens. Il les accusa d'avoir vécu aux dépens des populations locales :

« Les Juifs radhanites constituent une super-ethnie qui conserve un très haut niveau de pouvoir. La dispersion ne les gêne pas dans la mesure où ils vivent aux dépens des terrains anthropogènes, c'est-à-dire les villes. »

Il les dépeignit comme des démons du mal. Selon lui, les Radhanites auraient vendu des Khazars qui les avaient hébergés. Par là même, il entendait montrer leur manque de gratitude qui serait un comportement typique de la part des Juifs, tout comme le racisme et la xénophobie.
Enfin, ils auraient selon lui exercé une influence indue sur le paysage sociopolitique et économique du Moyen Âge. Il les accusa ainsi d'avoir pratiqué des mariages mixtes afin de conquérir le pouvoir politique des Khazars.
Certaines de ses thèses concernant l'esclavagisme ou la disparition de la Khazarie lui ont valu des accusations d'antisémitisme,.

### Sources de l’article
| - (en) Cet article est partiellement ou en totalité issu de l’article de Wikipédia en anglais intitulé « Radhanite » (voir la liste des auteurs). - (en) Elkan Adler, Jewish Travellers in the Middle Ages, Dover Publications, New York, 1987. - (en) Esther Benbassa, The Jews of France: A History from Antiquity to the Present, Princeton University Press (ISBN 0691090149). - (en) Elmer Bendiner, The Rise and Fall of Paradise, Putnam Books, 1983 (ISBN 0399128573), p. 99–104. - (en) Jon Bloomberg, The Jewish World in the Middle Ages, KTAV Publishing House (ISBN 0881256846), p. 137. - Philippe Bourdrel, Histoire des Juifs de France, t. 1 : Des origines à la Shoah, Albin Michel, 2004 (ISBN 2-226-14215-0) [lire en ligne]. - (en) Kevin Alan Brook, The Jews of Khazaria, Rowman and Littlefield Publishers, Inc. (2e éd.) (ISBN 0-7425-4981-X), p. 77. - (en) « China », dans Encyclopedia of World Trade: From Ancient Times to the Present, vol. 1, Cynthia Clark Northrup (éd.), M.E. Sharpe, Armonk (NY), 2005 (ISBN 0-7656-8058-0), p. 29. - (en) Mark R. Cohen, Under Crescent and Cross: The Jews in the Middle Ages, Princeton University Press, 1995 (ISBN 069101082X), p. 78-82. - Michael De Goeje, Bibliotheca Geographorum Arabicorum, vol. 4, Leiden, 1889. - (en) Douglas Morton Dunlop, The History of the Jewish Khazars, Princeton University Press, Princeton (NJ), 1954. - Flavius Josèphe, Antiquités juives (XVIII, 6, 3). - (en) Robert Fossier (éd.), The Cambridge Illustrated History of the Middle Ages, vol. 1, Cambridge University Press, 1997, p. 350–950. - (en) Moshe Gil, « The Radhanite Merchants and the Land of Radhan », dans Journal of the Economic and Social History of the Orient 17:3 (1976), p. 299–328. - Patrick Girard, Pour le meilleur et pour le pire, vingt siècles d'histoire juive en France, t. 2, éd. Bibliophane, Paris, 1986 (ISBN 2-86970-002-4), p. 45-46. | - Grégoire de Tours, De Gloria Martyrorum [« À la Gloire des Martyrs »]. - (en) Maurice Lombard (trad. Joan Spencer), The Golden Age Of Islam, Markus Wiener Publishing (ISBN 1558763228), p. 212. - (en) Scott B. MacDonald et Albert L. Gastmann, History of Credit and Power in the Western World, Transaction Pub, 2004 (ISBN 0765808331), p. 44. - (en) Joseph Needham, Science and Civilisation in China, Volume III, Cambridge University Press, 1991 (ISBN 0521058015), p. 681. - (en) M.M. Postan, Cambridge Economic History of Europe: Trade and Industry in the Middle Ages, Cambridge University Press, 1987 (ISBN 0521087090), p. 416-419. - (en) Omeljan Pritsak, « The Khazar Kingdom's Conversion to Judaism », dans Harvard Ukrainian Studies 3:2, septembre 1978. - (en) Louis Rabinowitz, Jewish Merchant Adventurers: A Study of the Radanites, Edward Goldston, Londres, 1948. - (en) « Radanites », dans Encyclopedia of World Trade: From Ancient Times to the Present, vol. 3, Cynthia Clark Northrup (éd.), M.E. Sharpe, Armonk (NY), 2005 (ISBN 0-7656-8058-0), p. 763-764. - (en) Vadim Rossman, Russian Intellectual Antisemitism in the Post Communist Era, University of Nebraska Press (ISBN 0803239483), p. 82-83. - (en) Norman Roth, Medieval Jewish Civilization; An Encyclopedia, ("Rādhānites", Elinoar Bareket), Routledge, 2002 (ISBN 0415937124), p. 558–561. - (en) Sol Scharfstein, Jewish History and You: From the Patriarchs to the Expulsion from Spain With Documents and Texts, KTAV Publishing House Inc., 2002 (ISBN 0881256862), p. 133. - (pl) Itzhak Schipper, Dzieje Gospodarcze Żydów Korony i Litwy w Czasach Przedrozbirowych., Żydzi w Polsce Odrodzonej, éd. A. Hafftka et al., Varsovie, 1936, p. 116. - (de) Zur Weissenbron, Geschichte der Jetzigen Ziffern, 1892. - (en) Donald N. Yates, Merchant Adventurer Kings of Rhoda: The Lost World of the Tucson Artifacts, Panther's Lodge Publishers, 1 janv. 2018 (lire en ligne) - Yosef Hayim Yerushalmi, « Conférence du 19 octobre 1993 à la Fondation Carl Friedrich von Siemens à Munich », dans Raisons politiques no 7 (août-octobre 2002), Presses de la Fondation nationale des sciences politiques (ISBN 2724629353) [lire en ligne], p. 19-52. |